# أندري ديكان
أندري ديكان (بالأوكرانية: Дикань Андрій Олександрович)‏ (16 يوليو 1977 بخاركيف في أوكرانيا - ) هو لاعب كرة قدم أوكراني في مركز حراسة المرمى. شارك مع منتخب أوكرانيا لكرة القدم. أما مع النوادي، فقد لعب مع تيريك غروزني وسبارتاك موسكو ونادي تافريا سيمفروبول ونادي كراسنودار ونادي كوبان كراسنودار وFC Hirnyk Rovenky ‏ وFC Shakhtar Makiivka ‏ ونادي سكا خاباروفسك.

## وصلات خارجية
- أندري ديكان على موقع اتحاد أوكرانيا (الإنجليزية)
- أندري ديكان على موقع قاعدة بيانات كرة القدم.إي يو (الإنجليزية)
- أندري ديكان على موقع ناشيونال فوتبول تيمز (الإنجليزية)
- أندري ديكان على موقع Soccerway.com (الإنجليزية)
- أندري ديكان على موقع عالم كرة القدم.نت (الإنجليزية)
- أندري ديكان على موقع AS.com (الإسبانية)